# Gaetano Catanoso

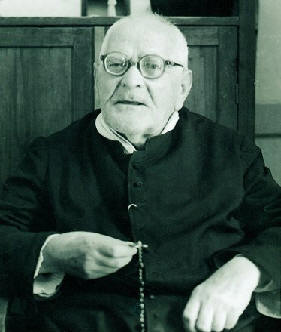
Gaetano Catanoso

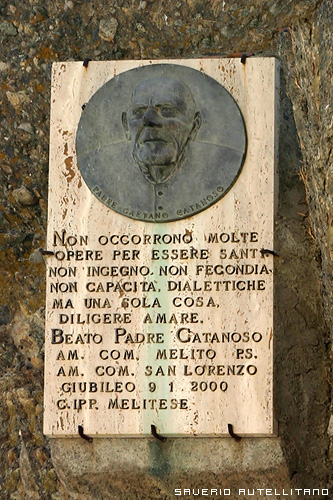
Gedenktafel in Pentedattilo

Gaetano Catanoso (* 14. Februar 1879 in Chorio, einem Ortsteil von San Lorenzo bei Reggio Calabria, Italien; † 4. April 1963 in Reggio Calabria, Italien) war ein italienischer Priester und Ordensgründer. Er wird in der katholischen Kirche als Heiliger verehrt.
Gaetano Catanoso wurde am 14. Februar 1879 in eine wohlhabende Familie in Chorio, einem kleinen italienischen Dorf außerhalb von Reggio Calabria, als das dritte von acht Kindern geboren.
Mit zehn Jahren kam er an das Erzbischöfliche Seminar in Reggio Calabria, das er allerdings krankheitsbedingt eine Zeit lang wieder verlassen musste. Im Alter von 23 Jahren wurde er am 20. September 1902 von Kardinal Gennaro Portanova, dem Erzbischof von Reggio Calabria, zum Priester geweiht. Bis März 1904 blieb er als Studienpräfekt am Priesterseminar, bevor er seine erste Pfarrei in dem entlegenen Bergdorf Pentedattilo übernahm, wo er von 1921 seinen priesterlichen Dienst versah. Padre Catanoso ahmte sehr leidenschaftlich das Leben Christi in seinem Dienst an den Armen nach: er wanderte oder ritt auf einem Esel in die umliegenden Bergdörfer und brachte das Evangelium und Hoffnung zu verlassenen und isolierten Menschen in verzweifelten Lebenssituationen. Catanoso pflegte eine tiefe Verehrung des Heiligen Antlitz Jesu. 1919 gründete er mit Genehmigung der Erzbruderschaft vom Heiligen Antlitz von Tours, Frankreich, in seiner Pfarrei eine Bruderschaft vom Heiligen Antlitz. Er schrieb: „Das Heilige Antlitz ist mein Leben. ER ist meine Kraft!“
1921 wurde er als Pfarrer nach Santa Maria de la Candelaria bei Reggio gerufen.  Er belebte marianische und Eucharistische Andachten wieder und verbesserte die Katechese zur religiösen Bildung der Gläubigen und achtete auf die Einhaltung der liturgischen Feste. Er organisierte die Zusammenarbeit unter den benachbarten Priestern, die Volksmissionen mit Predigten und Beichten in den jeweils anderen Pfarreien anboten.
1930 wurde Padre Gaetano zum Domkapitular an der Kathedrale von Reggio Calabria ernannt.
Im Jahr 1934 gründete er die Kongregation der Veronika-Schwestern vom Heiligen Antlitz, die ihn bei seiner Arbeit unter den Armen unterstützen sollten. Die Schwestern waren meist junge Frauen aus armen Familien, die von Padre Gaetanos Demut, Hingabe und Mission inspiriert wurden. Gemeinsam gründeten sie in kleinen Orten wie San Lorenzo, Roccaforte und Chorio Grundschulen für die Erziehung der Kinder und Altenheime für die Pflege und Sorge an den Alten und Kranken. Ihr Ziel war es, die Unwissenheit sowie die Mafia durch Bildung und das Wort Gottes zu bekämpfen.
Padre Catanoso gründete auch die Armen Kleriker um Priesterberufungen zu fördern.
Padre Gaetano war Seelenführer für mehrere religiöse Einrichtungen, Beichtvater im Gefängnis, Krankenhaus und im Priesterseminar. Zusätzlich zu all diesen Diensten war er auch für seine eigene große Familie in Chorio und Reggio spiritueller Mentor und Berater.
Obwohl Padre Gaetano in kleinen Orten Süditaliens wirkte, pflegte er Freundschaften mit anderen Priestern in Italien, darunter Luigi Orione und Annibale Maria Di Francia, die selber zur Ehre der Altäre erhoben wurden. Gegenseitig halfen sie sich bei ihren sozialen Werken und gaben einander Rat.
In seinen letzten Lebensjahren konnte er noch seinen großen Wunsch in Erfüllung gehen sehen: ein Heiligtum zu Ehren des Heiligen Antlitzes, das neben dem Mutterhaus der Veronika-Schwestern in Reggio errichtet wurde.
Padre Gaetano Catanoso starb am 4. April 1963 in Reggio Calabria.
Die Familie Catanoso hat über Generationen seine Mission und seine Veronika-Schwestern unterstützt. Padre Gaetanos Mission hat sich auch auf die Philippinen und in Tansania verbreitet.

## Verehrung
Sein Heiligsprechungsprozess, der im Jahr 1979 begann, war bemerkenswert schnell: er dauerte nur 26 Jahre. Am 4. Mai 1997 wurde er von Papst Johannes Paul II. seliggesprochen. Am 23. Oktober 2005 sprach Papst Benedikt XVI. ihn heilig, nachdem ein zweites Heilungswunder auf seine Fürsprache zurückgeführt werden konnte.
Sein Gedenktag in der Liturgie ist der 20. September, der Jahrestag seiner Priesterweihe.
Sein Grab befindet sich im Santuario del Volto Santo in Reggio Calabria.